# Belmont-sur-Yverdon
Belmont-sur-Yverdon – miejscowość i gmina (commune) w zachodniej Szwajcarii, w kantonie Vaud, w okręgu (district) Jura-Nord vaudois. Leży nad rzeką Buron.   

## Demografia
W Belmont-sur-Yverdon mieszka 435 osób. W 2021 roku 12,6% populacji gminy stanowiły osoby urodzone poza Szwajcarią.

## Transport
Przez teren gminy przebiegają autostrady A1 i A5.